# Вещента
Вещента (пол. Wieszczęta) — село в Польщі, у гміні Ясениця Бельського повіту Сілезького воєводства.
Населення — 480 осіб (2011).

## Демографія
Демографічна структура станом на 31 березня 2011 року:
|          | Загалом | Допрацездатний вік | Працездатний вік | Постпрацездатний вік |
| -------- | ------- | ------------------ | ---------------- | -------------------- |
| Чоловіки | 240     | 51                 | 171              | 18                   |
| Жінки    | 240     | 51                 | 142              | 47                   |
| Разом    | 480     | 102                | 313              | 65                   |